# Lucumó

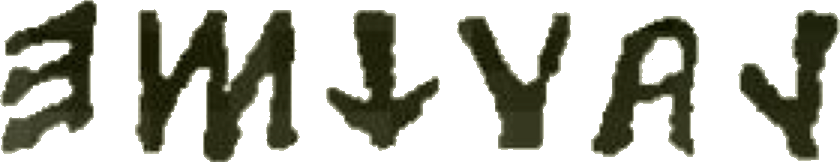
Lauchme (Lucumó), en alfabet etrusc

Lucumó (en etrusc lauchme o lauchume), era un títol dels governants etruscs, que es donava als reis (llatí rex), als prínceps i als magistrats.
Les fonts romanes, sovint el confonen amb un nom personal, especialment en el cas de Tarquini Prisc, el cinquè rei de Roma, natural d'Etrúria, del que es diu que va adoptar un nom romà en lloc del seu nom original, que era Lucumó o Lucumon. L'historiador francès Jacques Heurgon compara el fet amb l'ús que en feien dels etruscs de la paraula llatina magister, 'magistrat', que van aplicar com a nom personal a Servi Tul·li, el sisè rei romà, conegut en etrusc com l'heroi Macstarna.
La major part del que se sap dels etruscs a partir de la literatura romana es refereix als seus reis, però se sap que les diferents ciutats-estat etrusques haurien abolit les seves monarquies al voltant del mateix període que l'establiment de la República Romana. Els lucumons van ser substituïts per magistrats amb el títol de zilath, l'equivalent etrusc de magister. En temps posteriors, la paraula Lauchme va sobreviure com a cognom etrusc.
El títol de lucumó es donava a una mena de magistrat suprem de la ciutat amb funcions de preservació dels ritus i característiques sacerdotals. El càrrec es relacionava amb les reunions periòdiques que les ciutats etrusques feien al Fanum Voltumnae. A Roma es va conservar una figura ritual, el Rex sacrorum, que podria provenir d'aquesta figura etrusca.